# Agema
Agema (en grec antic ἄγημα) era el nom d'un cos escollit de tropes al Regne de Macedònia que formaven la guàrdia reial.
Estava format per soldats a cavall i soldats d'infanteria, però principalment dels primers. El constituïen entre cent cinquanta i tres-cents membres al començament, encara que més tard en va arribar a tenir mil i fins i tot dos mil homes. En parlen Flavi Arrià, Diodor de Sicília, Titus Livi i Polibi.